# Čirůvka májovka
Čirůvka májovka (Calocybe gambosa (Fr.) Donk) je jedlá jarní houba z čeledi čírůvkovitých.
Roste běžně od dubna do června na travnatých místech (louky, parky, okraje cest). V Evropě patří k nejranějším tržně sbíraným houbám. Anglický název zní St. George's mushroom, protože roste už na svátek svatého Jiří. Třeň je dlouhý 5–10 cm a 2–3 cm silný, klobouk je zbarvený bíle až nažloutle, polokulovitý, o průměru 5–10 cm, na spodní straně má rovněž bílé lupeny, uspořádané tak hustě, že připomínají listy zavřené knihy. Typická je lehce moučná vůně. 
Čirůvka májovka je široce využívana v kulinářství. Nejčastěji se přidává do smetanových omáček nebo polévek. Velmi dobře ale chutná též ve spojení s volským okem, v zeleninových salátech nebo ve formě smaženek. Stejně jako u dalších druhů hub je před konzumací čirůvku nutné tepelně upravit.
Pro podobný vzhled hrozí záměna s jedovatou závojenkou olovovou, která je však podstatně méně hojná a objevuje se až od poloviny června.

## Synonyma
- Calocybe gamboza
- Agaricus albellus DC. 1815
- Agaricus aromaticus Roques
- Agaricus gambosus Fr. 1821
- Agaricus georgii L. 1753
- Calocybe gambosa (Fr.) Singer 1951
- Calocybe georgii var. aromatica (Roques) Pilát 1965
- Calocybe georgii var. gambosa (Fr.) Kalamees 1994
- Lyophyllum gambosum (Fr.) Singer 1943
- Lyophyllum georgii (L. ex Fr.) Kühn.
- Tricholoma gambosum (Fr.) Gillet 1871
- Tricholoma gambosum (Fr.) Kummer.
- Tricholoma georgii (L.) Quél. 1872
- Tricholoma georgii (Fries) Quélet.[3]